# Корюковская улица (Чернигов)
Корюковская улица (до 2024 года — улица Комарова) (укр. Корюківська вулиця) — улица в Деснянском районе города Чернигова, исторически сложившаяся местность (район) Бобровица. Пролегает от улицы Кленовая до поля. 
Нет примыкающих улиц.

## История
Северная улица была проложена после Великой Отечественной войны для индивидуального жилищного строительства от Кленовой улицы до поля колхоза «имени Калинина».
Переименована, когда село Бобровица вошло в состав города Чернигова, поскольку в Чернигове уже была улица с данным названием в исторической местности Берёзки. В 1974 году Северная улица переименована на улица Комарова — в честь советского лётчика-космонавта, дважды Героя Советского Союза Владимира Михайловича Комарова.
После вхождения в черту города Чернигова села Александровка 8 июля 1999 года, появилась ещё одна улица Комарова, которая 1 ноября 2006 года была переименована на улицу Сергея Ефремова.
С целью проведения политики очищения городского пространства от топонимов, которые возвеличивают, увековечивают, пропагандируют или символизируют Российскую Федерацию и Республику Беларусь, 10 июля 2024 года улица получила современное название — в честь города Корюковка, согласно Решению Черниговского городского совета № 41/VIII-7 «Про переименование улиц в городе Чернигове» («Про перейменування вулиць у місті Чернігові»).

## Застройка
Улица расположена восточнее безымянного озера, что в нижней точке балки. Пролегает в северо-восточном направлении: параллельно улицами Приветная и Городнянская. Парная и непарная стороны улицы заняты усадебной застройкой.
Учреждения: нет. 